# يان هيلر ليفي
يان هيلر ليفي (بالإنجليزية: Jan Heller Levi)‏ هي كاتِبة وشاعرة أمريكية، ولدت في 1954 في نيويورك في الولايات المتحدة.